# 天福路

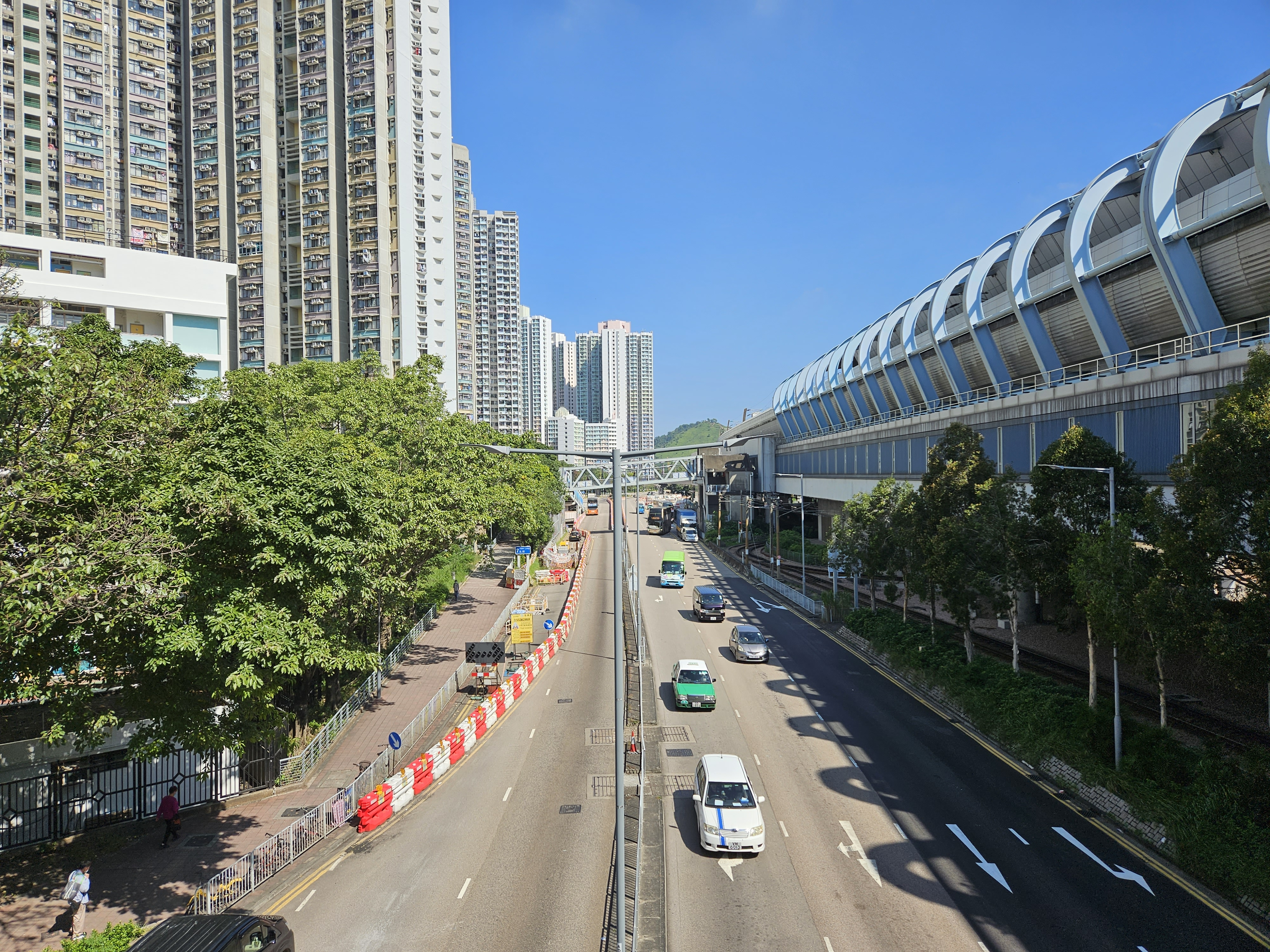
天福路近伊利沙伯中學舊生會小學

天福路（英語：Tin Fuk Road），位於新界元朗区天水圍新市鎮的南部，是天水圍與屏山的分界綫，而附近的天水圍站并不屬於天水圍範圍内。

## 歷史
天福路是天水圍新市鎮的早期道路之一，早於1991年12月13日已刊憲命名，但新市鎮早期發展範圍集中在西部，東部房屋未完全入伙，加上天福路又不方便巴士前往青山公路，故此使用率偏低。
不過，隨著新市鎮不斷擴建，以及大欖隧道通車，天福路使用率大大提高，現時大多數以天水圍為目的地的巴士路線都途經天福路。
九廣西鐵工程進行，將屯馬綫天水圍站及輕鐵天水圍站安設在天福路以南。

## 交匯道路
- 蝦尾新村路
- 天慈路
- 天城路
- 天耀路
- 屏廈路

## 使用情況
大多數以天水圍為目的地的巴士路線都途經朗天路及天福路。
有些路線直接前往天城路而不停站，也有途經天耀路的巴士在聚星樓及天祐苑停站後才前往目的地。
聚星樓分站較接近屯馬綫天水圍站，有的士及非專利巴士停站。
理論上巴士可以經天慈路前往天福路，但使用這方法的巴士大多數是收車返回恒安停車場的冠忠巴士旗下巴士（包括嶼巴巴士）。天福路連接上璋圍的支路於2011年9月啟用，巴士可經支路進入恒安停車場。